# 北島町水辺交流プラザ
北島町水辺交流プラザ（きたじまちょうみずべこうりゅうプラザ）は、徳島県板野郡北島町の今切川沿いにある親水公園である。

## 沿革
- 2010年7月 - 今切川水辺プラザとして開園[1]。
- 2011年3月 - すべての工事が完了し北島町水辺交流プラザに名称変更。
- 2011年3月 - 休憩所「アクアプラザ」が完成。
- 2011年6月26日 - 野菜を扱う産直市とバス釣り用品の販売コーナー「産直市ひょうたん島」がオープン[2]。

## 産直市ひょうたん島
2011年6月26日にオープンした産直市で園内にある施設「アクアプラザ」で開かれる。名称は、北島町の大半が今切川と旧吉野川に囲まれた地形をしていることから「産直市ひょうたん島」とした。また常設の産直市は町内では初めてである。
バス釣り用品販売コーナーの運営は、北島町商工会会員の釣具店が担当。公園周辺では、1990年頃よりバス釣り愛好家の間で知名度が高まり、毎年プロの大会が開催されている。

### 利用情報
- 営業時間：午前9:00～17:00
- 定休日：毎週水曜日

## アクアプラザ
2011年3月に完成した公園内の休憩所で、地域交流の拠点づくり・憩いの場の提供を目的とした施設。木造2階建。魚が水面を飛び交うさまをイメージしてデザインされた。一般公募によりアクアプラザという名称に決定した。

### 建築概要
- 完成：2011年3月31日
- 構造：木造2階建 (ピロティー部は鉄骨造)
- 規模：建築面積130.84m2